# قلعه قره بلاغ
قلعه قره بلاغ مربوط به دوره ساسانیان - سده‌های اولیه دوران‌های تاریخی پس از اسلام است و در شهرستان مشگین‌شهر، بخش مشکین شرقی، دهستان قره سو، روستای شیخلو واقع شده و این اثر در تاریخ ۲۶ اسفند ۱۳۸۷ با شمارهٔ ثبت ۲۵۸۲۳ به‌عنوان یکی از آثار ملی ایران به ثبت رسیده است.